# Nuza Busaladse

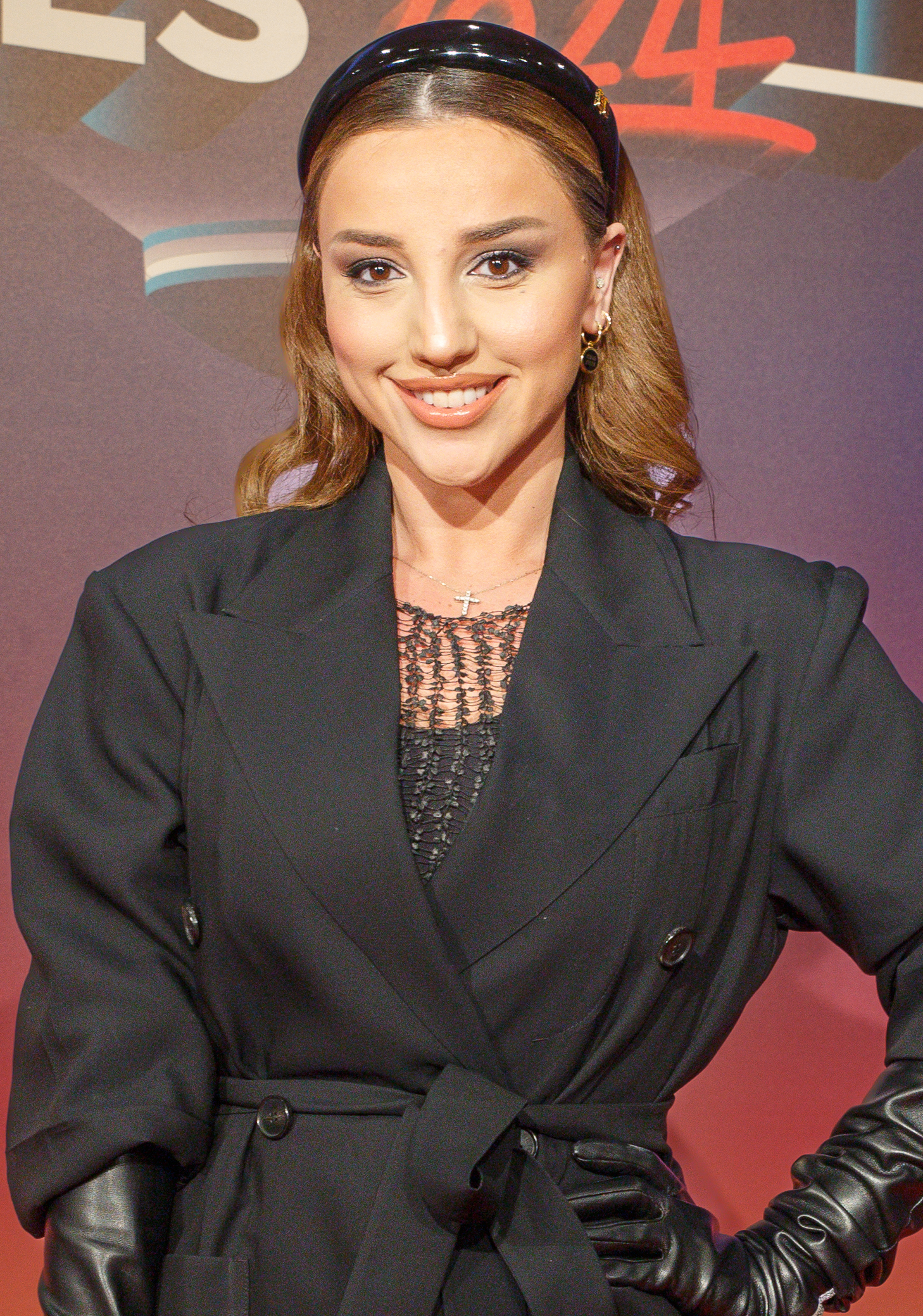
Nuza Busaladse (2024)

Nuza Busaladse (georgisch ნუცა ბუზალაძე; englisch Nutsa Buzaladze; * 28. Januar 1997 in Tiflis) ist eine georgische Sängerin. Sie vertrat Georgien beim Eurovision Song Contest 2024 in Malmö.

## Leben und Karriere
Nuza Busaladse wurde in Tiflis geboren, lebte jedoch zeitweise auch in Los Angeles, wo sie Musik schrieb und Musikvideos drehte, und in Dubai, wo sie am Theater Dubai arbeitete und auf der Expo auftrat.
Im Laufe der Jahre nahm sie an verschiedenen Wettbewerben und Fernsehsendungen teil. So gewann sie 2014 das New Wave Music Festival, erreichte 2015/16 bei der fünften Staffel von O Ses Türkiye im Team von Hadise die Duellrunde und nahm außerdem an Georgia’s Got Talent und den georgischen Versionen von Your Face Sounds Familiar und Dancing with the Stars teil.
2017 nahm Busaladse am georgischen Vorentscheid zum Eurovision Song Contest 2017 mit dem Lied White Horses Run teil und belegte hinter der Gewinnerin Tamara Gatschetschiladse den zweiten Platz.
Ihr Debütalbum Nutsa22 wurde 2019 veröffentlicht. Nach dem Erfolg ihres Liedes Gelodebi tourte sie mit einer Liveband durch Georgien. Sie singt sowohl auf Georgisch als auch auf Englisch.
2023 war Busaladse Teilnehmerin der 21. Staffel von American Idol und erreichte die Top 12.
Am 12. Januar 2024 wurde bekanntgegeben, dass Nuza Busaladse Georgien beim Eurovision Song Contest 2024 in Malmö vertreten soll. Ihr Lied Firefighter wurde am 11. März 2024 veröffentlicht. Im Finale des ESC am 11. Mai 2024 belegte sie den 21. Platz.

## Diskografie

### EPs
- 2019: Nutsa22

### Singles
- 2017: White Horses Run
- 2019: Nu mousmen
- 2019: Ertad gvinda
- 2019: Gelodebi
- 2019: Guls rom ukvarde
- 2020: Tetri ghame
- 2021: Gatendes
- 2021: Net
- 2021: We Are One
- 2021: Sul es aris
- 2021: You Broke My Heart
- 2022: Let U Go
- 2023: Alive
- 2023: L.O.V.E
- 2024: Firefighter
- 2024: Mother’s Love
- 2024: Together Forever